# Танги-Чу

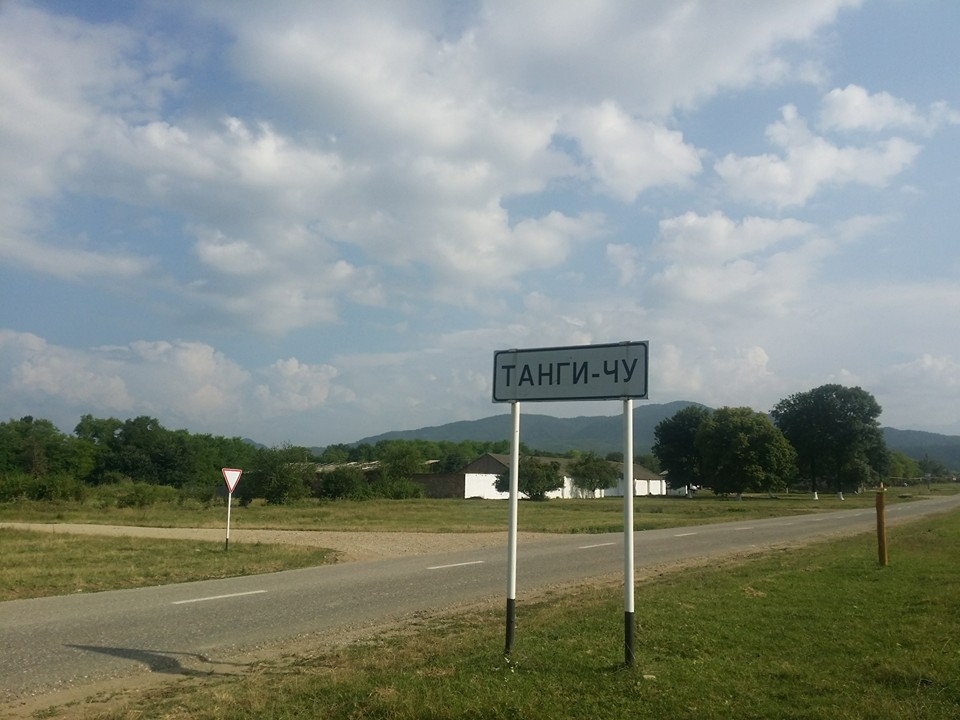
Въезд в Танги-Чу

Танги-чу (Танги чечен. Таьнги-Чу) — село в Урус-Мартановском районе Чеченской Республики. Административный центр Танги-Чуйского сельского поселения.

## География

Танги-Чуйское сельское поселение на карте Урус-Мартановского района

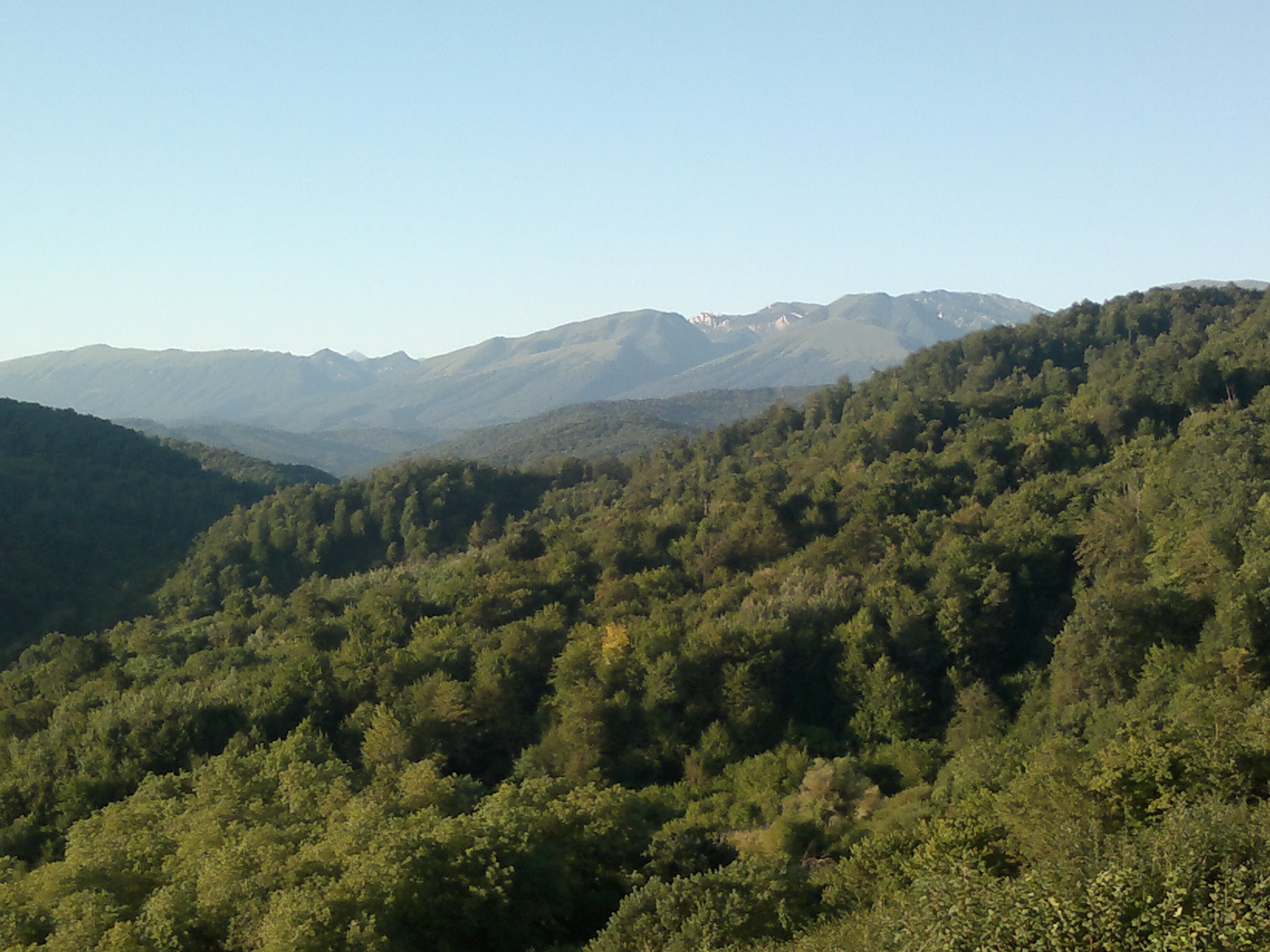
Лесистый хребет у южной окраины села Танги-чу

Село расположено по обоим берегам реки Танги к югу от районного центра — города Урус-Мартан.
Ближайшие населённые пункты: на западе — Рошни-Чу, на востоке — Мартан-Чу. На юге от села находится горы Нелан-Дукъ и Лечан-Корт.

## История
В XVIII — XIX веках на месте села располагались хутора: Танги, Вердукъ, Устарха, Ног-Берам и др., которые впоследствии слились в одно село.
В 1944 году после выселения чеченцев и упразднения ЧИ АССР, селение Танги-Чу было переименовано в Липовка.
В 1977 году указом Президиума ВС РСФСР село Липовка было переименовано в Танги.
Во время чеченских войн село подверглось разрушению. После войны в селе в короткие сроки восстановили среднюю общеобразовательную школу, ФАП, спортзал, здание сельской администрации, центральная мечеть. В проекте был план строительства деревообрабатывающего комбината и завода по производству бетона.

## Население
| 1990  | 2002  | 2010  | 2012  | 2013  | 2014  | 2015  |
| ----- | ----- | ----- | ----- | ----- | ----- | ----- |
| 1869  | ↗2253 | ↗2643 | ↗2704 | ↗2753 | ↗2810 | ↗2870 |
| 2016  | 2017  | 2018  | 2019  | 2020  | 2021  | 2023  |
| ↗2901 | ↗2941 | ↗2980 | ↗3010 | ↗3045 | ↗3356 | ↗3411 |
| 2024  |       |       |       |       |       |       |
| ↗3469 |       |       |       |       |       |       |

## Образование
- МБОУ «СОШ с. Танги-Чу».[23].

## Тайпы
- Гендаргной
- Хьакмадой
- Чинхой
- Пешхой
- Беной
- Зумсой
- Аккий